# Nedžad Husić
Nedžad Husić (Sarajevo, 15 settembre 2001) è un taekwondoka bosniaco.

## Palmarès
- Europei

Sofia 2021: argento nei -74 kg.
Manchester 2022: argento nei 74 kg.
Belgrado 2024: bronzo negli 80 kg.
- Giochi europei

Cracovia 2023: argento nei 74 kg.